# Territoriale indeling van Maranhão

Maranhão

De Braziliaanse deelstaat Maranhão is ingedeeld in 5 mesoregio's, 21 microregio's en 218 gemeenten.

## Mesoregio Centro Maranhense
3 microregio's, 43 gemeenten

### Microregio Alto Mearim e Grajaú
11 gemeenten:
Arame -
Barra do Corda -
Fernando Falcão -
Formosa da Serra Negra -
Grajaú -
Itaipava do Grajaú -
Jenipapo dos Vieiras -
Joselândia -
Santa Filomena do Maranhão -
Sítio Novo -
Tuntum

### Microregio Médio Mearim
20 gemeenten:
Bacabal -
Bernardo do Mearim -
Bom Lugar -
Esperantinópolis -
Igarapé Grande -
Lago dos Rodrigues -
Lago do Junco -
Lago Verde -
Lima Campos -
Olho d'Água das Cunhãs -
Pedreiras -
Pio XII -
Poção de Pedras -
Santo Antônio dos Lopes -
São Luís Gonzaga do Maranhão -
São Mateus do Maranhão -
São Raimundo do Doca Bezerra -
São Roberto -
Satubinha -
Trizidela do Vale

### Microregio Presidente Dutra
12 gemeenten:
Dom Pedro -
Fortuna -
Gonçalves Dias -
Governador Archer -
Governador Eugênio Barros -
Governador Luiz Rocha -
Graça Aranha -
Presidente Dutra -
São Domingos do Maranhão -
São José dos Basílios -
São Raimundo das Mangabeiras -
Senador Alexandre Costa

## Mesoregio Leste Maranhense
6 microregio's, 44 gemeenten

### Microregio Baixo Parnaíba Maranhense
6 gemeenten:
Água Doce do Maranhão -
Araioses -
Magalhães de Almeida -
Santana do Maranhão -
Santa Quitéria do Maranhão -
São Bernardo

### Microregio Caxias
5 gemeenten:
Buriti Bravo -
Caxias -
Matões -
Parnarama -
Timon

### Microregio Chapadas do Alto Itapecuru
14 gemeenten:
Barão de Grajaú -
Colinas -
Jatobá -
Lagoa do Mato -
Mirador -
Nova Iorque -
Paraibano -
Passagem Franca -
Pastos Bons -
São Francisco do Maranhão -
São João do Soter -
São João dos Patos -
Sucupira do Norte -
Sucupira do Riachão

### Microregio Chapadinha
9 gemeenten:
Anapurus -
Belágua -
Brejo -
Buriti -
Chapadinho -
Mata Roma -
Milagres do Maranhão -
São Benedito do Rio Preto -
Urbano Santos

### Microregio Codó
6 gemeenten:
Alto Alegre do Maranhão -
Capinzal do Norte -
Codó -
Coroatá -
Peritoró -
Timbiras

### Microregio Coelho Neto
4 gemeenten:
Afonso Cunha -
Aldeias Altas -
Coelho Neto -
Duque Bacelar

## Mesoregio Norte Maranhense
6 microregio's, 60 gemeenten

### Microregio Aglomeração Urbana de São Luís
4 gemeenten:
Paço do Lumiar -
Raposa -
São José de Ribamar -
São Luís

### Microregio Baixada Maranhense
21 gemeenten:
Anajatuba -
Arari -
Bela Vista do Maranhão -
Cajari -
Conceição do Lago-Açu -
Igarapé do Meio -
Matinha -
Monção -
Olinda Nova do Maranhão -
Palmeirândia -
Pedro do Rosário -
Penalva -
Peri Mirim -
Pinheiro -
Presidente Sarney -
Santa Helena -
São Bento -
São João Batista -
São Vicente Ferrer -
Viana -
Vitória do Mearim

### Microregio Itapecuru Mirim
8 gemeenten:
Cantanhede -
Itapecuru Mirim -
Miranda do Norte -
Matões do Norte -
Nina Rodrigues -
Pirapemas -
Presidente Vargas -
Vargem Grande

### Microregio Lençóis Maranhenses
6 gemeenten:
Barreirinhas -
Humberto de Campos -
Paulino Neves -
Primeira Cruz -
Santo Amaro do Maranhão -
Tutóia

### Microregio Litoral Ocidental Maranhense
13 gemeenten:
Alcântara -
Apicum-Açu -
Bacuri -
Bacurituba -
Bequimão -
Cajapió -
Cedral -
Central do Maranhão -
Cururupu -
Guimarães -
Mirinzal -
Porto Rico do Maranhão -
Serrano do Maranhão

### Microregio Rosário
8 gemeenten:
Axixá -
Bacabeira -
Cachoeira Grande -
Icatu -
Morros -
Presidente Juscelino -
Rosário -
Santa Rita

## Mesoregio Oeste Maranhense
3 microregio's, 52 gemeenten

### Microregio Gurupi
14 gemeenten:
Amapá do Maranhão -
Boa Vista do Gurupi -
Cândido Mendes -
Carutapera -
Centro do Guilherme -
Centro Novo do Maranhão -
Godofredo Viana -
Governador Nunes Freire -
Junco do Maranhão -
Luís Domingues -
Maracaçumé -
Maranhãozinho -
Turiaçu -
Turilândia

### Microregio Imperatriz
16 gemeenten:
Açailândia -
Amarante do Maranhão -
Buritirana -
Cidelândia -
Davinópolis -
Governador Edison Lobão -
Imperatriz -
Itinga do Maranhão -
João Lisboa -
Lajeado Novo -
Montes Altos -
Ribamar Fiquene -
São Francisco do Brejão -
São Pedro da Água Branca -
Senador La Rocque -
Vila Nova dos Martírios

### Microregio Pindaré
22 gemeenten:
Altamira do Maranhão -
Alto Alegre do Pindaré -
Araguanã -
Bom Jardim -
Bom Jesus das Selvas -
Brejo de Areia -
Buriticupu -
Governador Newton Bello -
Lagoa Grande do Maranhão -
Lago da Pedra -
Marajá do Sena -
Nova Olinda do Maranhão -
Paulo Ramos -
Pindaré-Mirim -
Presidente Médici -
Santa Inês -
Santa Luzia -
Santa Luzia do Paruá -
São João do Carú -
Tufilândia -
Vitorino Freire -
Zé Doca

## Mesoregio Sul Maranhense
3 microregio's, 19 gemeenten

### Microregio Chapadas das Mangabeiras
8 gemeenten:
Benedito Leite -
Fortaleza dos Nogueiras -
Loreto -
Nova Colinas -
Sambaíba -
São Domingos do Azeitão -
São Félix de Balsas -
São Raimundo das Mangabeiras

### Microregio Gerais de Balsas
5 gemeenten:
Alto Parnaíba -
Balsas -
Feira Nova do Maranhão -
Riachão -
Tasso Fragoso

### Microregio Porto Franco
6 gemeenten:
Campestre do Maranhão -
Carolina -
Estreito -
Porto Franco -
São João do Paraíso -
São Pedro dos Crentes
Acre · Alagoas · Amapá · Amazonas · Bahia · Ceará · Espírito Santo · Federaal District · Goiás · Maranhão · Mato Grosso · Mato Grosso do Sul · Minas Gerais · Pará · Paraíba · Paraná · Pernambuco · Piauí · Rio de Janeiro · Rio Grande do Norte · Rio Grande do Sul · Rondônia · Roraima · Santa Catarina · São Paulo · Sergipe · Tocantins